# 오쓰바키 유코
오쓰바키 유코(일본어: 大椿 裕子 오츠바키 유코[*], 1973년 8월 14일 ~ )는 일본의 정치인, 노동운동가이다. 사회민주당 소속의 참의원으로, 사회민주당 부당수이다. 오사카 교육합동노동조합 집행위원장을 지냈다.
1973년 일본 오카야마현 다카하시시에서 태어났다. 1996년 시코쿠 가쿠인대학에서 사회복지학을 전공했다. 2004년부터 피재지장애인센터(被災地障害者センター)에서, 2006년부터 간세이 가쿠인 대학 장애인 지원 코디네이터로 근무하였으며 2010년에 오사카 교육합동노동조합(大阪教育合同労働組合)에 가입하여 2016년부터 2019년까지 집행위원장을 지냈다.
2019년 제25회 일본 참의원 의원 통상선거에 사회민주당 비례구에 입후보하여 낙선하였다. 2022년 제26회 일본 참의원 의원 통상선거에 낙선하였으나, 2023년 보궐선거에 사회민주당에서 입헌민주당으로 당적을 옮긴 요시다 다다토모가 출마하며 의원직을 승계하였다.